# Haploglossa nidicola
Haploglossa nidicola är en skalbaggsart som först beskrevs av Leon Fairmaire 1852.  Haploglossa nidicola ingår i släktet Haploglossa, och familjen kortvingar. Arten är reproducerande i Sverige.